# Christian L. Rolfsen
Christian Lange Rolfsen, född 6 november 1864 i Drammen, död 21 januari 1934, var en norsk jurist och politiker.
Rolfsen blev student 1883, juris kandidat 1888, sakförare i Fredrikstad 1895 och høyesterettsadvokat 1896. Han invaldes 1901 i Fredrikstads stadsstyre och var stadens ordförande 1905–10. Rolfsen representerade, vald av Høyre, Fredrikstad på Stortinget 1910–12 och var vice ordförande i justitiekommittén. År 1912 utnämndes han till byfogd i Drammen, och 1921 blev han e.o. assessor i Høyesterett. I februari 1923 blev han lagman i Borgarting og Agder lagdømme och var under tiden 30 maj samma år till den 26 juli 1924 justitieminister i Abraham Berges ministerium, därefter åter lagman i Borgarting og Agder.